# Saint-Bonaventure
Saint-Bonaventure es un municipio canadiense situado en la provincia de Quebec.

## Superficie
Saint-Bonaventure tiene una superficie de 78,72 km².

## Demografía
En 2021, tenía 1066 habitantes, una densidad poblacional de 13,5 hab./km², y 457 viviendas.